# Satz von Gunning und Narasimhan
In der Mathematik ist der Satz von Gunning und Narasimhan ein Lehrsatz der Funktionentheorie. Er besagt, dass jede zusammenhängende offene Riemannsche Fläche eine holomorphe Immersion {\displaystyle F} in die komplexe Ebene besitzt. Das heißt, {\displaystyle F:X\to \mathbb {C} } ist lokal ein Homöomorphismus.
Benannt ist er nach Robert Gunning und Raghavan Narasimhan, die ihn 1967 bewiesen.